# Трочани
Трочани (слч. Tročany) насељено је мјесто са административним статусом сеоске општине (слч. obec) у округу Бардјејов, у Прешовском крају, Словачка Република.

## Становништво
| Година:    | 1994. | 2004.   | 2014.   | 2024.   |
| ---------- | ----- | ------- | ------- | ------- |
| Број људи: | 301   | 318     | 301     | 292     |
| Разлика:   |       | +5,64 % | -5,34 % | -2,99 % |

| Година:    | 2023. | 2024.   |
| ---------- | ----- | ------- |
| Број људи: | 298   | 292     |
| Разлика:   |       | -2,01 % |

Према подацима о броју становника из 2024. године насеље је имало 292 становника.